# Вила Карчина
Вила Карчина (итал. Villa Carcina) је насеље у Италији у округу Бреша, региону Ломбардија.
Према процени из 2011. у насељу је живело 10695 становника. Насеље се налази на надморској висини од 242 м.

## Становништво
| 1951. | 1961. | 1971. | 1981. | 1991.  | 2001.  | 2011.  |
| ----- | ----- | ----- | ----- | ------ | ------ | ------ |
| 6.284 | 7.251 | 8.278 | 9.684 | 10.120 | 10.015 | 10.755 |